# Alhäran
Alhäran är en ö i Brändö kommun på Åland (Finland). Alhäran ligger vid Porsskärsfjärden cirka 7 km väster om Korsö.
Öns area är 4,2 hektar och dess största längd är 440 meter i nord-sydlig riktning.
Alhäran har Höghäran i norr, Räddarskär i öster, Gethäran i söder och Stenkils örarna i väster.
Terrängen på Alhäran består av klipphällar med gräs och ljung med inslag av låga lövträd, framför allt längs den östra stranden. Alhäran är obebyggd.